# Olio Model One
El Olio Model One es un reloj inteligente que se vendió entre 2015 y 2016, siendo comercializado por la ahora extinta compañía estadounidense Olio Devices, Inc.

## Historia
Olio Devices, Inc. fue fundada en 2013 por Steven K. Jacobs, la Dra. Ashley J. "AJ" Cooper y Evan Wilson en la ciudad de San Francisco. Dos años después, en 2015, vendieron el primero de sus relojes insignia. Olio Devices fue adquirida por Flex Ltd. en 2017, y nunca volvió a vender relojes a partir de entonces. Posteriormente, en 2017, la asistencia técnica de Olio Devices dejó de estar disponibles.

## Hardware
El Olio cuenta con una CPU Texas Instruments OMAP3430 de un solo núcleo a 600 MHz, 512 megabytes de RAMLPDDR, 1 gigabyte de memoria flash NAND, un transceptor Broadcom Inc. BCM20702 compatible con Bluetooth 4.0 de baja energía, un Driver Haptic Texas Instruments DRV2605, un sensor de luz ambiental, un micrófono, una batería de polímero de litio recargable, un sistema de carga inalámbrica y una pantalla táctil. La Dirección MAC Bluetooth de cada reloj Olio empieza por "B0:C5:CA:D0".

## Software
El reloj Olio venía preinstalado con el sistema operativo Android con una interfaz de usuario personalizada y un logotipo de inicio. El sistema utiliza el gestor de arranque Das U-Boot. Al iniciarse por primera vez, el reloj indicaba al usuario que crease un emparejamiento Bluetooth entre el reloj y un teléfono inteligente. A continuación, el reloj mostraría el texto "Abrir aplicación para smartphone". Aunque anteriormente estaba disponible para iOS en el App Store y para Android en Google Play, la aplicación Olio Assist ya no está disponible en ninguno de los dos. 
El reloj incluye varios programas con licencia GNU, como el kernel de Linux y U-Boot, pero Olio Devices nunca publicó el código fuente de ninguno de estos programas, lo que infringe la Licencia Pública General.

## Ventas
Olio Devices vendió el Olio en lotes de 1000 unidades cada uno. Cinco lotes se agotaron, con un total de 5000 relojes vendidos. El modelo se vendió en cuatro colecciones (colores): una colección en negro, una colección en acero (plata), una colección en oro y una colección en oro rosa.

## Producción
El reloj Olio fue fabricado bajo encargo por Flex Ltd., la empresa que posteriormente adquiriría Olio Devices. Algunos de los componentes del reloj se fabricaron en China; lo que se puede apreciar en el cargador vendido a los consumidores, que lleva grabado "Hecho en China". Además, el prototipo tenía la inscripción "ENSAMBLADO EN CHINA" impresa en la carcasa trasera. La placa base del Olio, por su parte, parece haber sido fabricada en Estados Unidos, ya que lleva impresa la inscripción "HECHO EN EE. UU."

## Previsión de sucesivos modelos
Olio Devices tenía previsto vender un "Olio Model Two" para 2016, pero finalmente no lo hizo. Según Jacobs, el Model Two se habría centrado en la variación, en lugar de ser una mejora o una explotación por obsolescencia planificada del Model One. Además, el Model One fue diseñado para ser modular, de modo que los componentes individuales pudieran actualizarse sin reemplazar todo el dispositivo. Olio Devices tampoco aprovechó esta característica.